# Rivière Mauvaise
Pour les articles homonymes, voir Mauvais.
La rivière Mauvaise est un affluent du Bras du Nord coulant dans la ville de Saint-Raymond, dans la municipalité régionale de comté (MRC) de Portneuf, dans la région administrative de la Capitale-Nationale, dans la province de Québec, au Canada.
La partie inférieure de la rivière Mauvaise est surtout desservie par le chemin du Petit rang Colbert, le chemin du rang Sainte-Croix et la rue des Récollets. Les parties supérieure et intermédiaire sont desservies par quelques routes forestières pour les besoins de la foresterie et des activités récréotouristiques.
Les principales activités économiques du secteur sont la foresterie ; les activités récréotouristiques, en second.
La surface de la rivière Mauvaise (sauf les zones de rapides) est généralement gelée de début décembre à fin mars, mais la circulation sécuritaire sur la glace se fait généralement de fin décembre à début mars. Le niveau de l'eau de la rivière varie selon les saisons et les précipitations ; la crue printanière survient en mars ou avril.

## Géographie
La rivière Mauvaise prend sa source à la confluence du lac Masson (longueur : 1,4 km ; altitude 425 m). L'embouchure de ce lac est situé à :
- 14,3 km au nord-ouest de la confluence de la rivière Mauvaise et du Bras du Nord ;
- 20,5 km au nord-ouest de Saint-Raymond ;
- 40 km au nord-ouest du fleuve Saint-Laurent.

À partir de cette confluence, la rivière Mauvaise coule sur 22,4 km d'abord vers le sud, le sud-est, puis le nord-est, généralement en zone forestière, parfois agricole en fin de parcours, avec une dénivellation de 269 m, selon les segments suivants :
- 1,2 km vers le sud, notamment en traversant le Lac des Îles (longueur : 1,1 km ; altitude 423 m) sur sa pleine longueur, jusqu'à son embouchure ;
- 2,3 km d'abord vers le sud sur 0,8 km, puis vers le sud-est en traversant le Lac Portage (longueur : 1,5 km ; altitude 403 m) sur sa pleine longueur, jusqu'au barrage à son embouchure ;
- 4,0 km vers le sud-est, en traversant le Lac des Soixante Arpents (altitude 403 m) sur sa pleine longueur, jusqu'au barrage à son embouchure. Note : ce lac enclavé entre les montagnes reçoit du côté nord la décharge du Lac Alexandre et du Petit lac Alexandre ;
- 2,1 km vers le sud-est dans une vallée bien encaissée, en traversant deux séries de rapides, jusqu’à la décharge (venant du nord) d'un ensemble de lacs dont Joachim, du Milieu et Sirois ;
- 3,8 km vers le sud-est dans une vallée encaissée, en formant d'abord un crochet de 0,4 km vers le sud, en passant devant le hameau Rivière-Mauvaise et traversant deux séries de rapides, jusqu'à la confluence (venant de l'ouest) de la rivière Cachée ;
- 4,8 km vers le sud-est dans une vallée encaissée en traversant trois séries de rapides, jusqu’à un coude de rivière ;
- 4,2 km vers le nord-est commençant dans une petite plaine, puis dans une vallée encaissée, en formant une petite boucle vers l'est, en coupant une route forestière et en passant entre deux montagnes dont le sommet atteint 277 m (côté est) et un autre 331 m (côté ouest), jusqu’à son embouchure[2].

L'embouchure de la rivière Mauvaise se déverse sur la rive ouest du Bras du Nord. Cette confluence est située à :
- 6,4 km au nord-ouest du pont de la route 365 qui passe au centre-ville de Saint-Raymond ;
- 4,3 km à l'est du centre du hameau "Rivière-Mauvaise" ;
- 50,6 km au nord de la confluence de la rivière Sainte-Anne et du fleuve Saint-Laurent[2].

À partir de son embouchure, le courant coule sur 11,7 km généralement vers le sud en suivant le cours du Bras du Nord ; puis le courant descend sur 76,0 km généralement vers le sud et le sud-ouest en suivant le cours de la rivière Sainte-Anne, jusqu'à la rive nord-ouest du fleuve Saint-Laurent.

## Toponymie
Le terme "Mauvais" constitue un patronyme de famille d'origine française. Ce terme, pris adjectivement, a été accordé au féminin.
Le toponyme Rivière Mauvaise a été officialisé le 5 décembre 1968 à la Banque des noms de lieux de la Commission de toponymie du Québec.